# Leonardo Boff

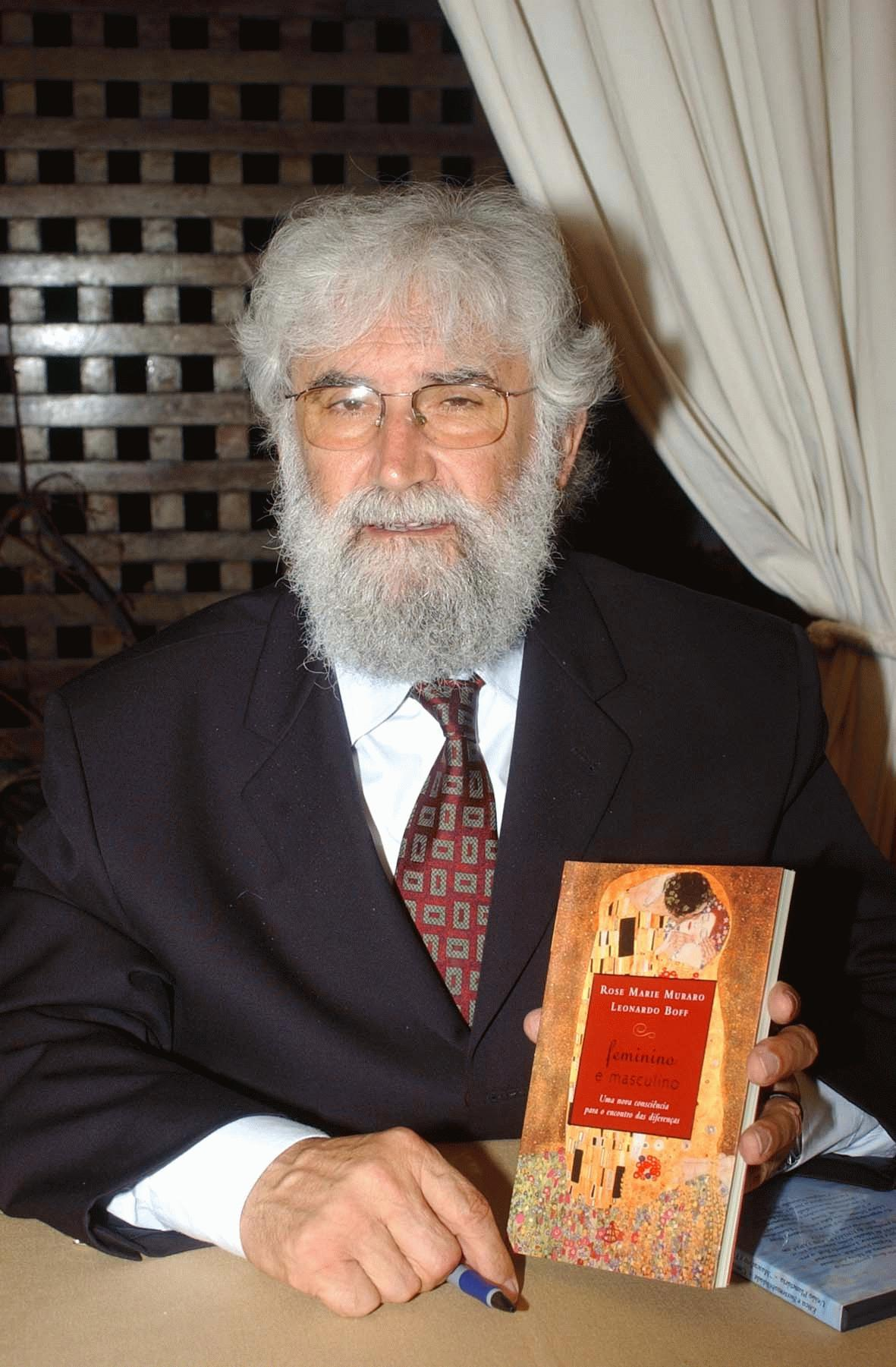
Leonardo Boff mentre presenta Masculino e Feminino a Brasilia il 27 marzo 2003

Leonardo Boff, al secolo Genésio Darci Boff (Concórdia, 14 dicembre 1938), è un presbitero, teologo e scrittore brasiliano. È uno dei più importanti esponenti della teologia della liberazione.

## Biografia

### Presbiterato e attività universitaria
Nipote di immigrati italiani emigrati dalla borgata di Col dei Bof in comune di Seren del Grappa (provincia di Belluno) alla fine del XIX secolo per installarsi nel Rio Grande do Sul, membro di una famiglia non nuova alla vocazione religiosa, entrò nel 1959 nell'ordine dei frati francescani minori, presso cui emise la professione religiosa nel 1964, diventando presbitero della Chiesa cattolica. Nello stesso periodo studiò teologia e filosofia in Brasile, Germania, Belgio e negli Stati Uniti d'America, fino al conseguimento del dottorato di Filosofia e Teologia presso l'università di Monaco nel 1970 (uno dei due relatori era Joseph Ratzinger).
In quell'anno Boff occupò la cattedra di teologia sistematica ed ecumenica all'Istituto teologico francescano di Petrópolis in Brasile. Nello stesso periodo fu direttore di varie riviste, quali la "Revista Eclesiástica Brasileira" (dal 1970 al 1984), la "Revista de Cultura Vozes" (dal 1984 al 1992) e la "Revista Internacional Concilium" (dal 1970 al 1995), e consulente della conferenza episcopale brasiliana. Fu anche docente visitatore presso le università di Lisbona, Salamanca, Harvard, Basilea e Heidelberg.

### Lo scontro con le gerarchie vaticane
... Una vera conversazione però l'abbiamo avuta soltanto durante la pausa, quando abbiamo preso il caffè. Ad esempio Ratzinger ha detto: «La tonaca le sta molto bene, padre Boff. Anche così si può dare un segno al mondo». Io ho risposto: «Ma è molto difficile portare questa tonaca perché da noi fa caldo». E il cardinale: «Così la gente vedrà la sua devozione e la sua pazienza e dirà: sta scontando i peccati del mondo». E io: «Abbiamo bisogno, certo, di segni di trascendenza, ma quelli non passano per la tonaca; è il cuore che deve stare a posto». Al che Ratzinger ha replicato: «I cuori non si vedono; bisogna pur vedere qualcosa». Ho risposto: «Questa tonaca può anche essere un segno di potere. Quando la porto e salgo sull'autobus, la gente si alza e dice: 'Padre, si accomodi' . Ma noi dobbiamo essere servitori». ...
L'attività pubblica di Boff è sempre stata caratterizzata da una strenua difesa dei diritti dei più poveri. Boff denunciò con fermezza e vigore le grandi lobby industriali brasiliane che, a suo dire, sfruttavano il popolo delle favelas, e contribuì in modo essenziale all'elaborazione della teologia della liberazione. I tratti marxisti del suo continuo impegno nella lotta contro l'oppressione dei popoli latinoamericani lo portarono a scontrarsi sempre più aspramente con le gerarchie vaticane, che, a partire dal 1971, lo ammonirono più volte.
Nel 1984 fu convocato in Vaticano e sottoposto a un processo da parte della Congregazione per la dottrina della fede, allora presieduta dal cardinale Joseph Ratzinger (in seguito eletto papa col nome di Benedetto XVI), a causa delle tesi esposte nel suo libro Chiesa: Carisma e Potere.
Nonostante le giustificazioni fornite, l'anno successivo fu condannato al silenzio rispettoso (silentium obsequiosum). A causa di pressioni internazionali la decisione fu parzialmente revocata nel 1986. Nel 1992, a seguito di ulteriori minacce di provvedimenti disciplinari da parte dell'allora papa Giovanni Paolo II se avesse preso parte al Summit della Terra, Boff abbandonò l'ordine dei francescani.

### L'attività come teologo laico (1992-)
L'attività di Boff continuò dopo il 1992 come teologo della liberazione, scrittore, docente e conferenziere. Egli rimase inoltre impegnato nelle comunità cristiane di base brasiliane. Nel 1993 divenne docente di etica, filosofia della religione ed ecologia presso l'università dello Stato di Rio de Janeiro (UERJ), dove è professore emerito dal 2001. Negli anni successivi si è occupato in maniera sempre più approfondita di politica, diventando un vero e proprio teorico marxista, ed è divenuto un esponente di spicco del cosiddetto movimento no-global (è stato sempre invitato in qualità di oratore alle riunioni di Porto Alegre).
Boff è sempre stato vicino alle posizioni del movimento Sem Terra brasiliano. Nel 2001 gli fu conferito il premio Right Livelihood Award. Divenne sostenitore di Lula al momento della sua elezione a presidente del Brasile, ma se ne è successivamente distanziato accusandolo di moderatismo. Attualmente (2010) vive a Jardim Araras, una riserva ecologica a Petrópolis, assieme alla sua compagna Marcia Maria Monteiro de Miranda (attivista per i diritti umani ed ecologista) e ha sei bambini adottati.

## Pensiero e temi di ricerca

### Teologia della liberazione e centralità dei poveri
Il pensiero di Boff, in linea con la teologia della liberazione, si è andato sviluppando come riflessione sul fatto che la povertà non è uno stato naturale, e che la presa di coscienza di ciò e la lotta contro questo stato dovrebbe essere parte integrante del ministero della Chiesa. La missione della Chiesa è dunque quella di aiutare i poveri a prendere il loro destino in mano; questa missione si concretizza nelle comunità di base cristiane, che tentano di coniugare il messaggio evangelico con un messaggio e un'attività di liberazione sociale. Tale modello di "cristianesimo distribuito" era già presente nella sua dissertazione di dottorato.
Uno dei punti centrali del pensiero di Boff è che la pratica della teologia deve "avere due occhi", uno che si rivolge al passato, da dove viene la salvezza, e uno che si rivolge al presente, "dove la salvezza diventa realtà, qui ed ora". Un esempio della costante ri-contestualizzazione boffiana è la via dolorosa commentata nel libretto Via-Sacra da Justiça, dove le sofferenze del Cristo vengono accostate alle sofferenze dei poveri. Boff concepisce la liberazione cristiana come "integrale", ovvero sia spirituale sia materiale (mentre la Chiesa cattolica tende a privilegiare la parte spirituale). La relazione fra povertà e capitalismo, e in seguito fra povertà e globalizzazione economica hanno via via acquisito una posizione centrale in questa riflessione teologica, che ha spesso usato categorie interpretative marxiste.

### Critica alla gerarchia cattolica
Secondo Boff, tuttavia, la Chiesa cattolica sta diventando, nell'ottica della liberazione materiale e spirituale dei poveri, sempre più irrilevante. Egli ritiene che l'approccio delle gerarchie vaticane al problema sia "feudale", che si concepisca la Chiesa come chiesa del ricco per il povero, ma non con il povero. La gerarchia cattolica si irrigidisce su posizioni dogmatiche, le quali, benché necessarie a combattere il pericolo dell'eresia, dovrebbero permettere un'interpretazione diversa in funzione dei diversi momenti storici, per non tarpare il progresso spirituale (il carisma) della Chiesa stessa. L'eccesso di enfasi sulla struttura ecclesiale va a scapito della centralità dello Spirito Santo.
Boff è entrato spesso in polemica con la struttura gerarchica della Chiesa cattolica romana, accusata di eccessiva centralizzazione del "potere" spirituale, usando anche categorie interpretative pseudo-marxiste, come quella dell'"espropriazione dei mezzi religiosi di produzione" (i vari sacramenti, in particolare quello della riconciliazione). La comunità locale dei fedeli viene in questo modo emarginata, allorché dovrebbe costituire il nucleo della vita pastorale. Dopo il 1992, Boff ha identificato il problema principale della Chiesa cattolica, e di Joseph Ratzinger in particolare, nel "fondamentalismo" religioso, poiché la Chiesa nega che possa esistere verità al di fuori e in mancanza di sé stessa. Non ha risparmiato critiche a Giovanni Paolo II, che ha accusato di "controriforma" rispetto al Concilio Vaticano II e di contraddittorietà, ma è diventato particolarmente pessimista sul futuro della "Chiesa vaticana" dopo l'elezione di papa Benedetto XVI.

### Evoluzione verso una teologia olistica
Dopo il 1992 altri temi si sono inseriti nel pensiero di Boff, in primo luogo quello dell'ecologia e della sostenibilità, che egli giudica completamente incompatibile con il capitalismo e che tenta di integrare alla teologia della liberazione. Altro filone importante è quello delle relazioni di genere e la critica alle strutture patriarcali insite nella società attuale, nonché all'interno della Chiesa. Boff si dice favorevole alla possibilità del sacerdozio ministeriale per le donne.
Riguardo alla cosiddetta "guerra al terrorismo" cominciata dopo gli attacchi dell'11 settembre sul suolo statunitense, Boff descrive la situazione come un'opposizione nichilista fra il "fondamentalismo neoliberale" e il "fondamentalismo pre-tecnologico terrorista", e non vede altra via di uscita che attraverso un dialogo fra culture e una eliminazione delle ingiustizie economiche mondiali. Rigetta inoltre il concetto di "guerra giusta" del Catechismo della Chiesa cattolica del 1997.

## Produzione scritta
Boff è autore di oltre cento libri, molti dei quali tradotti in svariate lingue. L'opera considerata più importante è Jesus Cristos Libertador (1972), uno dei testi fondativi della teologia della liberazione, uscito appena un anno dopo Teología de la liberación di Gustavo Gutiérrez, nella quale elabora una solida cristologia; viene analizzato il messaggio di Gesù Cristo in relazione al problema della piena libertà della persona, sia individuale sia sociale.
Altri testi teologici molto importanti sulla stessa linea sono Teologia do cativeiro e da libertação e A graça libertadora no mundo, entrambi del 1976. Con il volume Igreja carisma e poder del 1981 delinea una ecclesiologia militante: sostiene che la Chiesa si basa su due pilastri, uno di carattere spirituale (il carisma) e uno di natura terrena (il potere), e che il secondo sta avendo il sopravvento sul primo; per le tesi contenute nel saggio, come noto, gli fu imposta la censura e un anno di silenzio.
Dopo il 1992 Boff continua la sua ricerca teologica, come in Igreja: entre Norte e Sul (1995), ma i temi trattati divengono di respiro più ampio. In Grito da terra, grito dos pobres (1997) propone una sintesi del pensiero ecologista radicale sotto tutti gli aspetti (etico, teologico, spirituale e filosofico) con la critica sociale. In Feminino e Masculino (2002) indaga le questioni di sesso e le sovrastrutture patriarcali della società attuale, proponendone un superamento conciliativo. Nello stesso anno, in Fundamentalismo. A Globalização e o Futuro da Humanidade, affronta il tema del fondamentalismo nelle religioni e nel mercato.

## Opere principali
- Jesus Cristo libertador, Petrópolis, Vozes, 1972.
In italiano:  Gesù Cristo Liberatore, Assisi, Cittadella, 1973, ISBN 88-308-0117-8.
- Teologia do cativeiro e da libertação, Lisbona, Multinova, 1976.
In italiano:  Teologia della cattività e della liberazione, Brescia, Queriniana, 1977, ISBN 88-399-0930-3.
- A graça libertadora no mundo, Petrópolis, Vozes, 1976.
In italiano:  La grazia come liberazione, Roma, Edizioni Borla, 1978, ISBN 88-263-0163-8.
- Via-Sacra da Justiça, Petrópolis, Vozes, 1978.
In italiano:  Via della croce, via di salvezza, Elledici, 1990, ISBN 88-01-16886-1.
- Igreja: carisma e poder -- Ensaios de Eclesiologia Militante, Petrópolis, Vozes, 1981.
In italiano:  Chiesa: carisma e potere, Roma, Edizioni Borla, 1984, ISBN 88-263-0162-X.
- Ecologia - Grito da terra, grito dos pobres, São Paulo, Ática, 1995.
In italiano:  Grido della Terra, grido dei poveri - Per una ecologia cosmica, Assisi, Cittadella, 1996, ISBN 88-308-0595-5.
- L. B., Hans Küng, Norbert Greinacher, Igreja : entre Norte e Sul, São Paulo, Ática, 1995, ISBN 85-08-05602-8.
In italiano:  Il grido degli ultimi. La Chiesa dei poveri tra il nord e il sud del mondo, Roma, Datanews, 1997, ISBN 88-7981-025-1.
- A Águia e a Galinha: uma metáfora da condição humana, Petrópolis, Vozes, 1997, ISBN 85-326-1845-6.
In italiano:  L'aquila e la gallina. Come un uomo oppresso può trovare la libertà, Sperling & Kupfer, 1999, ISBN 88-200-2829-8.
- L. B., Rose Marie Muraro, Feminino e Masculino. Uma nova consciencia para o encontro da diferencas, Rio de Janeiro, Sextante, 2002, ISBN 85-7542-018-6.
- Fundamentalismo. A Globalização e o Futuro da Humanidade, Rio de Janeiro, Sextante, 2002, ISBN 85-7542-007-0.
- Una piccola raccolta in italiano di scritti e interviste di L. B. su Benedetto XVI e sui temi "caldi" della Chiesa di oggi;
 Un Papa difficile da amare, Roma, Datanews, 2005, ISBN 88-7981-275-0.
- Il Tao della liberazione, Fazi Editore, Roma 2015.